# Xenodon rabdocephalus
Espèce
Synonymes
- Coluber rabdocephalus Wied-Neuwied, 1824
- Xenodon colubrinus Wucherer, 1862
- Xenodon bertholdi Jan, 1863
- Xenodon angustirostris Peters, 1864
- Xenodon suspectus Peters, 1868
- Xenodon bipraeoculis Peters, 1885
- Xenodon mexicanus Smith, 1940
- Xenodon rabdocephalus mexicanus Smith, 1940

Xenodon rabdocephalus est une espèce de serpents de la famille des Dipsadidae.

## Répartition
Cette espèce se rencontre :
- au Mexique dans les États du Guerrero, du Veracruz, du Yucatan et de Campeche ;
- au Guatemala ;
- au Belize ;
- au Honduras ;
- au Salvador ;
- au Nicaragua ;
- au Costa Rica ;
- au Panama ;
- en Colombie ;
- au Venezuela ;
- au Guyana ;
- au Suriname ;
- en Guyane ;
- au Brésil ;
- en Bolivie ;
- au Pérou ;
- en Équateur.

## Publication originale
- Wied-Neuwied, 1824 : Verzeichniss der Amphibien, welche im zweyten Bande der Naturgeschichte Brasiliens vom Prinz Max von Neuwied werden beschrieben werden. Isis von Oken, vol. 14, p. 661-673 (texte intégral).